# Genaro Celayeta
Genaro Celayeta San Sebastián, también conocido como Genaro Zelaieta San Sebastian (su nombre escrito con ortografía vasca) (Vera de Bidasoa, Navarra, 9 de noviembre de 1954 - 9 de febrero de 2008) fue un exfutbolista español conocido en el mundo del fútbol como Celayeta o Zelaieta. Defensa internacional de la Real Sociedad a finales de la década de 1970 y principios de los años 1980.

## Biografía
Genaro Celayeta nació en la localidad navarra de Vera de Bidasoa en 1954. Cuando solo tenía 16 años y jugaba en el Gure Txokoa de Vera fue captado por la cantera de la Real Sociedad de Fútbol, ingresando en este club en categoría juvenil. 
Con 18 años de edad comenzó a trabajar como empleado de un banco de Vera, a la par que era ascendido al filial de la Real Sociedad, el San Sebastián CF, con el que debutó en la temporada 1973-74 en Tercera División. Celayeta tardó bastante tiempo en dar el salto al primer equipo profesional, ya que se mantuvo 6 temporadas jugando en la Tercera División. Su paso al equipo profesional no se produjo hasta la temporada 1978-79, cuando el jugador contaba ya 23 años. Como muestra de su carácter cabe decir que durante todos esos años Celayeta mantuvo su trabajo como empleado de banca, hasta que una vez ascendido a la Real Sociedad, su dedicación al fútbol profesional le impidió seguir trabajando en el banco.
Una vez dado el salto a la Real Sociedad, no tardó en afianzanzarse rápidamente en el primer equipo. En 1978 tuvo su gran oportunidad y dio el salto a la titularidad.
Celayeta jugaba en el puesto de defensa lateral derecho. Se trataba de un jugador seguro en defensa, que se prodigaba poco en las subidas por las bandas. Entre 1978 y el tramo final de la temporada 1984-85 fue el dueño de la banda derecha defensiva de la Real Sociedad de Fútbol, coincidiendo con la mejor época del club .Formó parte de la mejor generación de futbolistas de la historia de este club, junto con otros mitos como Luis Miguel Arconada, Jesús María Zamora, Roberto López Ufarte, Jesús María Satrústegui o Periko Alonso, entre otros.
Logró el subcampeonato de Liga de 1979-80, en el año en el que la Real batió un récord de imbatibilidad todavía vigente en la Liga española. Aquella temporada Celayeta no se perdió un solo minuto en todos los partidos de Liga, siendo parte importante del éxito defensivo de la Real Sociedad. Su excelente papel le valió ser convocado por la selección española aquel año.
En las temporadas siguientes logró los títulos de Liga de 1980-81 y 1981-82. Fue una pieza importante del equipo bicampeón, como lateral derecho titular del mismo, disputando 33 y 28 partidos respectivamente aquellas temporadas. También ganó la Supercopa de España de 1982, la primera vez que se disputó este torneo y alcanzó las semifinales de la Copa de Europa en la temporada 1982-83.
A partir de la temporada 1984-85 comenzó a perder la titularidad en el equipo que recayó en el joven Javier Sagarzazu; y finalmente abandonó la Real Sociedad al concluir la temporada 1985-86.
Durante 8 temporadas disputó 302 partidos oficiales con la camiseta blanquiazul marcando 6 goles; 229 de los partidos y 5 de los goles fueron en la Primera división española.
A punto de cumplir los 32 años de edad, Celayeta eligió el Centre d'Esports Sabadell como destino donde finalizar su carrera. El equipo catalán acababa de ascender a la Primera división española y Celayeta fue uno de los refuerzos experimentados que recalaron en el equipo vallesano para lograr el objetivo de la permanencia. En tierras catalanas, Celayeta se reencontró con su excompañero de la Real Sociedad Periko Alonso. Celayeta jugó dos temporadas en el Sabadell, 38 partidos en total en la Primera división española. Al finalizar la temporada 1987-88, el Sabadell descendió a la Segunda división española y Celayeta colgó las botas con 33 años y medio de edad.
El 23 de marzo de 1988, Celayeta se despidió del deporte activo y recibió la Insignia de Oro y Brillantes, que le otorgó el Sabadell.

### Vida personal
En el plano personal, el hermano menor de Genaro; José Ignacio, llegó a jugar en el San Sebastián CF, aunque no llegó a debutar en la Real Sociedad. 
En 1984 Genaro montó una tienda de deportes en Irún, junto con su compañero Alberto Górriz y trabajó en ella durante un tiempo tras su retirada en 1988, pero posteriormente dejó el negocio.
Vivía en Vera de Bidasoa con su mujer María Luisa y tuvo primero una hija y un hijo; Iratxe y Unai. Sin embargo los últimos años de la vida de Celayeta estuvieron marcados por una serie de tragedias. Su hijo Unai, que seguía los pasos de su padre como futbolista y jugaba en los juveniles de la Real, falleció trágicamente en un accidente de tráfico en el verano de 2000 viendo truncada prematuramente su vida y su carrera como futbolista. Celayeta y su mujer, después de esa trágica muerte lograron sobreponerse en parte y tuvieron otra hija. 
Sin embargo, Celayeta enfermó de cáncer y falleció prematuramente el 9 de febrero de 2008 a los 53 años de edad, siendo el primer jugador de la plantilla bicampeona de Liga de la Real en fallecer.

### Selección nacional
Ha sido internacional con la Selección nacional de fútbol de España en 6 ocasiones, sin llegar a marcar ningún gol.
También fue internacional con la Selección Vasca   en algunos partidos amistosos.

## Estadísticas

### Campeonatos nacionales
| Temporada | Club                      | Categoría        | Liga  | Liga  | Copa  | Copa  | C.Europa | C.Europa |
| Temporada | Club                      | Categoría        | Part. | Goles | Part. | Goles | Part.    | Goles    |
| --------- | ------------------------- | ---------------- | ----- | ----- | ----- | ----- | -------- | -------- |
| 1973/74   | San Sebastián CF          | Tercera División | -     | -     | -     | -     | 0        | 0        |
| 1974/75   | San Sebastián CF          | Tercera División | -     | -     | -     | -     | 0        | 0        |
| 1975/76   | San Sebastián CF          | Tercera División | -     | -     | -     | -     | 0        | 0        |
| 1976/77   | San Sebastián CF          | Tercera División | -     | -     | -     | -     | 0        | 0        |
| 1977/78   | San Sebastián CF          | Tercera División | -     | -     | -     | -     | 0        | 0        |
| 1978/79   | Real Sociedad             | Primera División | 31    | 1     | 6     | 0     | -        | -        |
| 1979/80   | Real Sociedad             | Primera División | 34    | 1     | -     | -     | 2        | 0        |
| 1980/81   | Real Sociedad             | Primera División | 33    | 0     | 2     | 0     | -        | -        |
| 1981/82   | Real Sociedad             | Primera División | 28    | 0     | -     | -     | -        | -        |
| 1982/83   | Real Sociedad             | Primera División | 31    | 1     | -     | -     | -        | -        |
| 1983/84   | Real Sociedad             | Primera División | 33    | 1     | -     | -     | -        | -        |
| 1984/85   | Real Sociedad             | Primera División | 25    | 1     | -     | -     | -        | -        |
| 1985/86   | Real Sociedad             | Primera División | 14    | 0     | -     | -     | -        | -        |
| 1986/87   | Centre d'Esports Sabadell | Primera División | 25    | 0     | -     | -     | 0        | 0        |
| 1987/88   | Centre d'Esports Sabadell | Primera División | 13    | 0     | -     | -     | 0        | 0        |

### Como internacional
| nº | Fecha                    | Evento   | Local                | Resultado | Visitante            |
| -- | ------------------------ | -------- | -------------------- | --------- | -------------------- |
| 1  | 23 de enero de 1980      | Amistoso | España               | 1-0       | Países Bajos         |
| 2  | 13 de febrero de 1980    | Amistoso | España               | 0-1       | Alemania Democrática |
| 3  | 21 de mayo de 1980       | Amistoso | Dinamarca            | 2-2       | España               |
| 4  | 24 de septiembre de 1980 | Amistoso | Hungría              | 2-2       | España               |
| 5  | 15 de octubre de 1980    | Amistoso | Alemania Democrática | 0-0       | España               |
| 6  | 12 de noviembre de 1980  | Amistoso | España               | 1-2       | Polonia              |

## Títulos

### Campeonatos nacionales
| Título    | Club          | País   | Año  |
| --------- | ------------- | ------ | ---- |
| Liga      | Real Sociedad | España | 1981 |
| Liga      | Real Sociedad | España | 1982 |
| Supercopa | Real Sociedad | España | 1982 |